# Egüés (concejo)
Egüés (en euskera: Egues) es una localidad española y un concejo de la Comunidad Foral de Navarra perteneciente al municipio del Valle de Egüés. Está situado en la Merindad de Sangüesa, en la Cuenca de Pamplona y a 9,2 km de la capital de la comunidad, Pamplona. Su población en 2014 fue de 374 habitantes (INE).
Fue la capital del valle hasta que la sede del ayuntamiento fue trasladada a Sarriguren en 2011.

## Geografía física

### Ubicación
La localidad de Egüés está situado en el centro del valle a una altitud de 503 m s. n. m. Su término concejil tiene una superficie de 3,369 km² y limita al norte con el concejo de Elcano, al este con el de Ibiricu, al sur con los de Azpa y Ardanaz y al oeste con el término de Gorraiz.

## Demografía

### Evolución de la población
| Gráfica de evolución demográfica de Egüés entre 2000 y 2013 |
|                                                             |
| Datos según el nomenclátor publicado por el INE.            |

## Deportes

### Clubes y entidades deportivas
- Caisse D'Epargne (GCE) - Equipo UCI Pro Tour[3]